# Sierra de Altzania
La sierra de Altzania está situada entre las provincias País Vasco de Guipúzcoa, Álava y Navarra en España. Forma parte de los llamados Montes Vascos y es, junto con las de Elguea y de Urkilla,  una de las tres sierras que se ubican en el límite de esos dos territorios históricos. La cumbre más alta es la del monte Aratz con 1.443 metros de altitud, destacan también el Allaitz o Allarte de 1.231 m s. n. m. y el Umandia de  1.218 m s. n. m. La sierra de  Altzania es  la continuación oriental de la sierra de Aizcorri, que se unen en el collado  de Lizarrat. Al este y al sur, Altzania limita con las montañas de Enzia.

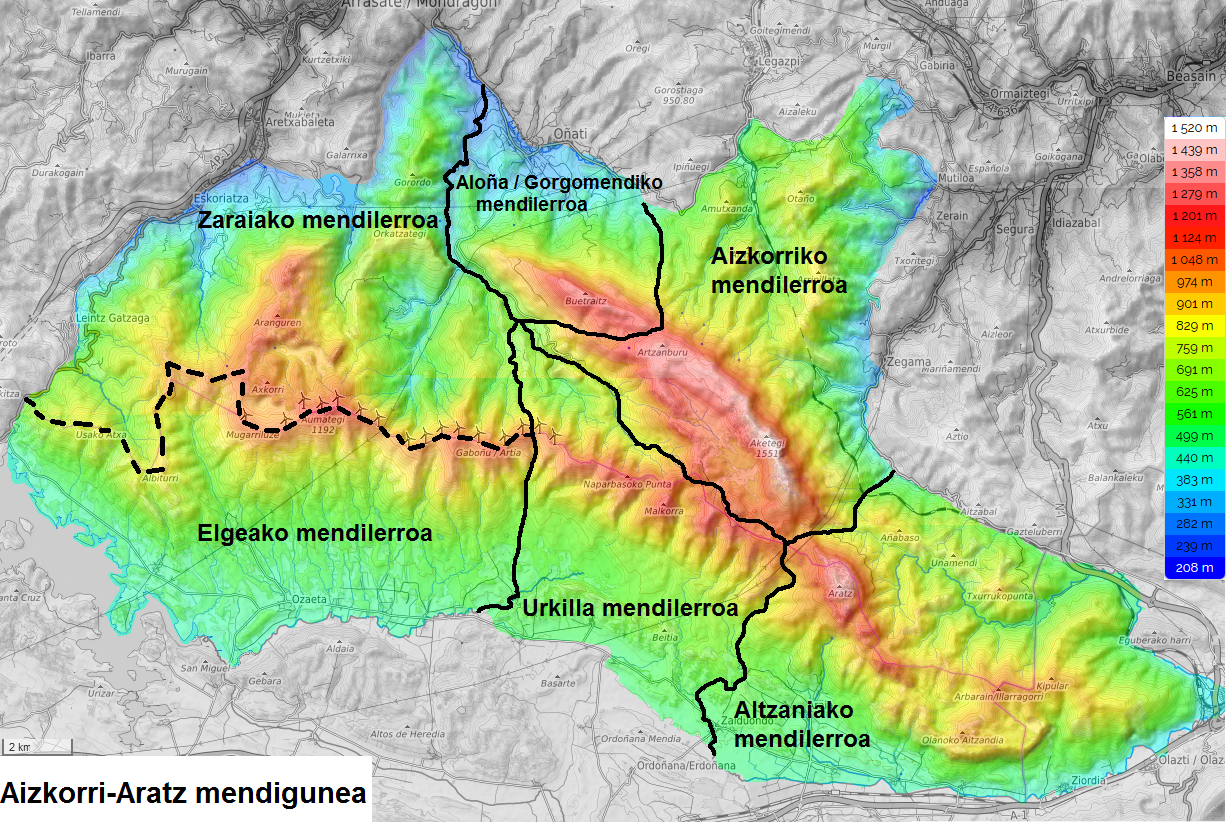
Macizo de Altzania y el Aizcorri-Araz.

El macizo de Altzania se ubica al sursureste del territorio guipuzcoano limitando con Álava y llegando a tocar Navarra en el extremo más oriental. e asienta en el terreno de los municipios de cegama en Guipúzcoa y Aspárrena en Álava. por la parte navarra es el municipio de Ziordia.

## Cumbres
- Aratz, 1445 m 42°55′15″N 2°18′18″O / 42.9209427, -2.3049262 (Álava)
- Elurzuloak, 1431 m 42°55′22″N 2°18′25″O / 42.9227011, -2.306818 (Álava)
- Maillukate, 1329 m 42°55′39″N 2°18′19″O / 42.9274548, -2.3051594 (Álava y Guipúzcoa)
- Imeleku, 1319 m 42°54′57″N 2°18′09″O / 42.9159655, -2.3024093 (Álava)
- Argorri, 1311 m 42°55′37″N 2°18′32″O / 42.9268386, -2.3089896 (Guipúzcoa)
- Allaitz, 1245 m 42°54′36″N 2°17′43″O / 42.9101313, -2.2952471 (Álava)
- Umandia, 1225 m 42°54′08″N 2°17′25″O / 42.9021491, -2.2902914 (Álava)
- Hagineta, 1223 m 42°55′19″N 2°18′48″O / 42.921984, -2.3133324 (Álava)
- Allaiztxiki, 1171 m 42°54′25″N 2°17′44″O / 42.9069986, -2.2954176 (Álava)
- Arbarain, 1118 m 42°53′43″N 2°15′02″O / 42.8952855, -2.2504667 (entre  Navarra, le Guipúzcoa y Álava)
- Aitzandia, 1083 m 42°53′03″N 2°15′46″O / 42.8842444, -2.2628338 (Álava)
- Kipular, 1059 m 42°53′54″N 2°13′55″O / 42.8983513, -2.2320569 (Navarra)
- Aiztxiki, 1058 m 42°53′05″N 2°15′34″O / 42.8848523, -2.259361 (Álava)
- Ibirigana, 1054 m 42°53′47″N 2°14′11″O / 42.8963908, -2.2364905 (Navarra)
- Harrobigana, 1032 m 42°53′57″N 2°15′56″O / 42.8992825, -2.2655576 (Álava)
- Albeizko Haitza, 1014 m 42°53′27″N 2°17′11″O / 42.8909142, -2.2865134 (Álava)
- Beorkolarre, 1008 m 42°53′19″N 2°14′27″O / 42.8885037, -2.2407639 (Navarra)
- Aiztxipi, 1000 m 42°53′28″N 2°14′26″O / 42.8911406, -2.2405233 (Navarra)
- Artzanegi, 991 m 42°53′12″N 2°16′37″O / 42.8867295, -2.2769117 (Álava)
- Txurruko Punta, 991 m 42°55′13″N 2°15′01″O / 42.9203907, -2.2502727 (Guipúzcoa)
- Atxu, 979 m 42°57′47″N 2°13′00″O / 42.9630922, -2.2165386 (Guipúzcoa)
- Iramendi, 975 m 42°54′53″N 2°16′43″O / 42.9147458, -2.2785078 (Guipúzcoa)
- Atxipi, 952 m 42°53′17″N 2°16′51″O / 42.8881044, -2.280741 (Álava)
- Izozkogañe, 937 m 42°57′28″N 2°12′54″O / 42.9578504, -2.2151094 (Guipúzcoa)
- Beturtzin, 916 m 42°56′36″N 2°12′58″O / 42.9433762, -2.2159797 (Guipúzcoa)
- Gran Azor, 910 m 42°52′42″N 2°15′40″O / 42.8783614, -2.2610426 (Álava)
- Unamendi, 898 m 42°55′44″N 2°15′57″O / 42.9288221, -2.2659665 (Guipúzcoa)
- Aztio, 893 m 42°57′38″N 2°15′54″O / 42.9604415, -2.2649409 (Guipúzcoa)
- Egiroeta, 893 m 42°57′26″N 2°13′29″O / 42.9573575, -2.224703 (Guipúzcoa)
- Arrazpi, 887 m 42°54′02″N 2°18′16″O / 42.9004433, -2.3043359 (Álava)
- Motto, 887 m 42°54′44″N 2°13′17″O / 42.9121023, -2.2213992 (Navarra)
- San Migel Haitza, 867 m 42°54′09″N 2°18′56″O / 42.9023753, -2.315608 (Álava)
- Zabalaitz, 866 m 42°55′43″N 2°14′58″O / 42.9285888, -2.2494258 (Guipúzcoa)
- Marutegi, 863 m 42°54′17″N 2°19′09″O / 42.9047837, -2.3193052 (Álava)
- Gazteluberri, 862 m 42°56′11″N 2°14′18″O / 42.9365217, -2.2384216 (Guipúzcoa)
- Naparaitz, 860 m 42°55′40″N 2°14′48″O / 42.9276702, -2.2466797 (Guipúzcoa)
- Orobe, 842 m 42°55′04″N 2°13′04″O / 42.9177238, -2.2177753 (Navarre)
- Trikumuñoeta, 806 m 42°57′25″N 2°16′31″O / 42.9568147, -2.2751721 (Guipúzcoa)
- Aitzabal, 794 m 42°56′45″N 2°15′34″O / 42.9458173, -2.2593537 (Guipúzcoa)
- Mariñamendi, 786 m 42°58′39″N 2°16′00″O / 42.9775265, -2.2667119 (Guipúzcoa)
- Mendiurkillo, 784 m 42°57′15″N 2°15′10″O / 42.9541937, -2.2526944 (Guipúzcoa)
- Atxurbide, 782 m 42°59′14″N 2°12′48″O / 42.9872669, -2.2133491 (Guipúzcoa)
- Naizpe, 779 m 42°56′47″N 2°14′13″O / 42.9464536, -2.236963 (Guipúzcoa)
- Dorrontsorogaña, 765 m 42°58′53″N 2°12′36″O / 42.9812558, -2.2100407 (Guipúzcoa)
- Gazbide, 757 m 42°56′54″N 2°15′08″O / 42.9483997, -2.2521148 (Guipúzcoa)
- Antzuzkar, 748 m 42°55′58″N 2°15′16″O / 42.9327735, -2.2545221 (Guipúzcoa)
- Atxartiko Gaña, 735 m 42°59′29″N 2°12′51″O / 42.9913341, -2.214205 (Guipúzcoa)
- Andrelorriaga, 725 m 43°00′01″N 2°12′20″O / 43.0002069, -2.2054916 (Guipúzcoa)
- Lizarrabea, 724 m 42°58′41″N 2°13′03″O / 42.9779574, -2.2175395 (Guipúzcoa)
- Aizleor, 723 m 42°59′10″N 2°15′05″O / 42.9861434, -2.2512649 (Guipúzcoa)
- Amezti, 611 m 42°58′35″N 2°16′40″O / 42.9763988, -2.2777138 (Guipúzcoa)
- Mote, 581 m 42°57′55″N 2°14′48″O / 42.9652299, -2.2465771 (Guipúzcoa)
- Garaio, 552 m 42°57′40″N 2°14′56″O / 42.9611389, -2.2489076 (Guipúzcoa)

## Estación Megalítica de Altzania
En la sierra de Altzania se han hallado 8 monumentos megalíticos que conforman la llamada estación megalítica de Altzania, conjunto que fue declarado Bien Cultural Clasificado, con la categoría de Conjunto Monumental y debidamente protegido por el DECRETO 137/2003, de 24 de junio de 2003 por el gobierno vasco. La estación megalítica se extiendo por los territorios municipales de la Parzonería General de Guipúzcoa y Álava, Parzonería de Guipúzcoa, Idiazábal, Segura y Cegama.
Los monumentos megalíticos de la estación de Altzania datan desde el   Neolítico hasta la Edad del Hierro, con rastros evidentes de la  Edad del Bronce, Calcolítico y Eneolítico comprendiendo un periodo de entre 3000 y 900 años antes de nuestra era. Se han hallado herramientas de Sílex y es una zona histórica de pastoreo.
El área donde se halla el conjunto está delimitada por los ríos Ursuaran y Oria por un lado y Otzaurte y Altzania por otro y se trata de un terreno de arenisca que oscila sobre los 800 metros de altitud. Consta de siete dolmenes y un túmulo. Estos son:
Dólmenes
- Dolmen de  Bidaarte I.
- Dolmen de Garagarza.
- Dolmen de Otsaarte.
- Dolmen deTartaloetxeta.
- Dolmen de Trikamuñoota.
- Dolmen de Zorroztarri.
- Dolmen de Etxegarate.

Túmulos
- Túmulo de  Bidaarte II.